# Planaltomierklauwier
De planaltomierklauwier (Thamnophilus pelzelni; synoniem: Thamnophilus punctatus pelzelni) is een zangvogel uit de familie Thamnophilidae (miervogels). Deze vogel is genoemd naar de Oostenrijkse ornitholoog August von Pelzeln.

## Kenmerken
De planaltomierklauwier is 14,5 tot 15 centimeter lang. De soort vertoont seksuele dimorfie. Het mannetje is grijs van boven en heeft een grijze kop met zwarte kruin. Het vrouwtje heeft een cinnamon kleurige rug en een rode kruin. Beide geslachten hebben een witachtige buik. Het mannetje heeft verder een zwarte staart, terwijl die bij het vrouwtje bruin is.

## Verspreiding en leefgebied
Deze vogel is endemisch in Brazilië en komt voor in oost- en centraal-Brazilië. De natuurlijke habitats zijn onder andere bladverliezende bossen, galerijbossen en droge gebieden op een hoogte tot 1000 meter boven zeeniveau in de biomen Caatinga en Cerrado.

## Voeding
De planaltomierklauwier voedt zich met insecten en spinnen.

## Status
De grootte van de populatie is niet gekwantificeerd, maar de aantallen nemen – hetzij minder snel – af. Daarnaast heeft de soort een groot verspreidingsgebied. Om deze redenen staat de planaltomierklauwier als niet bedreigd op de Rode Lijst van de IUCN.